# 지노역
지노역(일본어: 茅野駅, ちのえき)은 일본 나가노현 지노시에 있는 동일본 여객철도 주오 본선의 역이다.
주오 선을 운행하는 모든 특급열차가 정차를 하는 역이다.
또한, 도카이 여객철도의 이다선을 직결 운행하는 열차중 일부는 이 역에서 시종착을 한다.

## 타는 곳
| 1 | ■주오 본선 | 가미스와・시오지리・마쓰모토・나가노 방면 |
| 2 | ■주오 본선 | 상하행 대피선                             |
| 3 | ■주오 본선 | 고부치자와・고후・하치오지・신주쿠 방면   |

## 인접역
| 동일본 여객철도 주오 본선 | 동일본 여객철도 주오 본선 | 동일본 여객철도 주오 본선 |
| ------------------------- | ------------------------- | ------------------------- |
| 아오야기 다치카와 방면    | ■ 주오 본선 보통          | 가미스와 마쓰모토 방면    |
| 가미스와 도요하시 방면    | ■ 이다선 직결 열차        | 시·종착역                 |